# Band-e Āb Alvān
Band-e Āb Alvān (persiska: Āb Alvān, آب الوان, بند آب الوان) är en ort i Iran.   Den ligger i provinsen Kohgiluyeh och Buyer Ahmad, i den centrala delen av landet, 500 km söder om huvudstaden Teheran. Band-e Āb Alvān ligger 1 238 meter över havet och antalet invånare är 647.
Terrängen runt Band-e Āb Alvān är varierad. Runt Band-e Āb Alvān är det ganska glesbefolkat, med 47 invånare per kvadratkilometer. Närmaste större samhälle är Līkak, 16,7 km sydväst om Band-e Āb Alvān. Omgivningarna runt Band-e Āb Alvān är i huvudsak ett öppet busklandskap.